# Azatadin
Az azatadin allergia elleni gyógyszer. Elsősorban a hisztamin H1-es receptorát gátolja, de antiszerotonin, antikolinerg és altató hatása is van.

## Hatásmód
A hisztamin az immunrendszert aktiválja. Növeli a hajszálerek áteresztőképességét, hogy a fehérvérsejtek és bizonyos fehérjék átjuthassanak rajta. A hajszálerekből azonban folyadék is kijut a környező szövetekbe. Ödéma keletkezik, az allergia jól ismert tüneteit okozva: orrfolyást, könnyezést.
Az azatadin megakadályozza, hogy túl sok vér áramoljék át a kitágult ereken (és átszivárogjon az érfalon). A H1-receptorban akadályozza a hisztamin fiziológiai hatásait, azaz a (túlzott) immunreakciót.

## Adagolás
Napi adagja 1–2 mg szájon át, két részben. Lehetőleg étkezéskor kell bevenni az irritáció elkerülésére, egy pohár vízzel. Az alkoholfogyasztás kerülendő a szedés alatt.
12 éven aluli gyermeknek általában nem adható. Terhesség alatt nem ajánlott a szedése. Szoptató kismama esetén orvossal kell konzultálni, mert az azatadin átkerül az anyatejbe.

## Mellékhatások
A leggyakoribb mellékhatás az álmosság és kábultság. Ennek az az oka, hogy az azatadin a szerotonin-receptorokra is hat.
Bár az azatadin allergia elleni szer, maga is kiválthat allergiát. Ez ritka, de súlyos mellékhatás: nehéz légzéssel, csalánkiütéssel, ajak- és nyelvduzzanattal jár.
A mellékhatások 60 év fölött gyakrabban jelentkeznek.

## Készítmények[1]
- Azatadine

Azatadin-maleát formájában:
- Idulamine
- Idulian
- Lergocil
- Optimine
- Zadine

Azatadin-maleát és pszeudoefedrin-szulfát kombinációja:
- Atiramin
- Cedrin
- Congestan
- Congesteze
- Idulanex
- Rynatan
- Trinalin
- Trinalin

## Fordítás
- Ez a szócikk részben vagy egészben  az   Azatadine című angol Wikipédia-szócikk fordításán alapul.  Az eredeti cikk szerkesztőit annak laptörténete sorolja fel. Ez a jelzés csupán a megfogalmazás eredetét és a szerzői jogokat jelzi, nem szolgál a cikkben szereplő információk forrásmegjelöléseként.